# Teun Koopmeiners
Teun Koopmeiners (Castricum, Holanda Septentrional, 28 de febrero de 1998) es un futbolista neerlandés. Juega como centrocampista y su equipo es la Juventus F. C. de la Serie A de Italia.

## Selección nacional
Fue internacional con Países Bajos en categorías inferiores. El 7 de octubre de 2020 debutó con la selección absoluta en un amistoso ante México que perdieron por 0-1.

### Participaciones en Copas del Mundo
| Copa                           | Sede  | Resultado        | Partidos | Goles |
| ------------------------------ | ----- | ---------------- | -------- | ----- |
| Copa Mundial de Fútbol de 2022 | Catar | Cuartos de final | 5        | 0     |

## Estadísticas

### Clubes
Actualizado al último partido disputado el 1 de julio de 2025.
| Club                      | Div.          | Temporada     | Liga  | Liga  | Liga   | Copas nacionales | Copas nacionales | Copas nacionales | Copas internacionales | Copas internacionales | Copas internacionales | Total | Total | Total  |
| Club                      | Div.          | Temporada     | Part. | Goles | Asist. | Part.            | Goles            | Asist.           | Part.                 | Goles                 | Asist.                | Part. | Goles | Asist. |
| ------------------------- | ------------- | ------------- | ----- | ----- | ------ | ---------------- | ---------------- | ---------------- | --------------------- | --------------------- | --------------------- | ----- | ----- | ------ |
| Jong AZ · Países Bajos    | 3.ª           | 2016-17       | 19    | 2     | 0      | —                | —                | —                | —                     | —                     | —                     | 19    | 2     | 0      |
| Jong AZ · Países Bajos    | 2.ª           | 2017-18       | 7     | 1     | 0      | —                | —                | —                | —                     | —                     | —                     | 7     | 1     | 0      |
| Jong AZ · Países Bajos    | Total club    | Total club    | 26    | 3     | 0      | 0                | 0                | 0                | 0                     | 0                     | 0                     | 26    | 3     | 0      |
| AZ Alkmaar · Países Bajos | 1.ª           | 2017-18       | 26    | 1     | 4      | 5                | 0                | 2                | —                     | —                     | —                     | 31    | 1     | 6      |
| AZ Alkmaar · Países Bajos | 1.ª           | 2018-19       | 32    | 8     | 1      | 4                | 0                | 0                | 1                     | 1                     | 0                     | 37    | 9     | 1      |
| AZ Alkmaar · Países Bajos | 1.ª           | 2019-20       | 25    | 11    | 2      | 3                | 1                | 0                | 14                    | 4                     | 1                     | 42    | 16    | 3      |
| AZ Alkmaar · Países Bajos | 1.ª           | 2020-21       | 31    | 15    | 5      | 1                | 0                | 0                | 8                     | 2                     | 2                     | 40    | 17    | 7      |
| AZ Alkmaar · Países Bajos | 1.ª           | 2021-22       | 2     | 0     | 0      | 0                | 0                | 0                | 2                     | 0                     | 0                     | 4     | 0     | 0      |
| AZ Alkmaar · Países Bajos | Total club    | Total club    | 116   | 35    | 12     | 13               | 1                | 2                | 25                    | 7                     | 3                     | 154   | 43    | 17     |
| Atalanta B. C. · Italia   | 1.ª           | 2021-22       | 30    | 4     | 1      | 2                | 0                | 0                | 11                    | 0                     | 3                     | 43    | 4     | 4      |
| Atalanta B. C. · Italia   | 1.ª           | 2022-23       | 33    | 10    | 4      | 2                | 0                | 0                | —                     | —                     | —                     | 35    | 10    | 4      |
| Atalanta B. C. · Italia   | 1.ª           | 2023-24       | 34    | 12    | 5      | 5                | 3                | 0                | 12                    | 0                     | 2                     | 51    | 15    | 7      |
| Atalanta B. C. · Italia   | Total club    | Total club    | 97    | 26    | 10     | 9                | 3                | 0                | 23                    | 0                     | 5                     | 129   | 29    | 15     |
| Juventus F. C. · Italia   | 1.ª           | 2024-25       | 28    | 3     | 3      | 3                | 1                | 0                | 13                    | 1                     | 0                     | 44    | 5     | 3      |
| Juventus F. C. · Italia   | Total club    | Total club    | 28    | 3     | 3      | 3                | 1                | 0                | 13                    | 1                     | 0                     | 44    | 5     | 3      |
| Total carrera             | Total carrera | Total carrera | 267   | 67    | 25     | 25               | 5                | 2                | 61                    | 8                     | 8                     | 353   | 80    | 35     |

## Palmarés

### Campeonatos internacionales
| Título                 | Equipo         | Sede   | Año  |
| ---------------------- | -------------- | ------ | ---- |
| Liga Europa de la UEFA | Atalanta B. C. | Dublín | 2024 |